# Olga (keresztnév)
Az Olga női név, a Helga orosz formájából származik.

## Gyakorisága
Az 1990-es években ritka név, a 2000-es években nem szerepel a 100 leggyakoribb női név között.

## Névnapok
- június 21.[2]
- június 27.[2]
- július 11.[2]
- július 27.[2]

## Híres Olgák
- Antal Olga színésznő, szinkronhang
- Ábel Olga újságíró, író, műfordító
- Czilczer Olga költőnő
- Fialka Olga cseh-osztrák származású magyar festő
- Gyarmati Olga atléta
- Kálmán Olga szerkesztő-riporter, hírigazgató
- Máté Olga fényképész, fotóművész
- Nagy Olga néprajzkutató
- Olga Alekszandrovna Romanova orosz nagyhercegnő
- Olga Arteshina orosz kosárlabdázó
- Olga Govorcova fehérorosz teniszezőnő
- Olga görög királyné
- Olga kijevi fejedelemasszony
- Olga Korbut olimpiai bajnok fehérorosz tornász
- Olga Nyikolajevna Romanova orosz nagyhercegnő, II. Miklós legidősebb leánya
- Olga Valerianovna Palej hercegnő
- Olga württembergi királyné
- Olha Kosztyantinyivna Kurilenko ukrán modell, színésznő
- Olha Mikolajivna Szavcsuk ukrán teniszezőnő
- Orgonista Olga Európa-bajnok műkorcsolyázó
- Tass Olga olimpiai bajnok tornász